# Дземидок, Богдан
Богдан Дземидок (пол. Bohdan Dziemidok; 4 октября 1933 — 9 августа 2022) — польский философ, эстетик, этик и теоретик искусств, профессор Гданьского университета.

## Биография
Богдан Дземидок родился в 1933 году. С 1951 по 1956 год обучался на философском факультете Ленинградского университета. В 1956 году продолжил исследовательскую деятельность в Университете Марии Склодовской-Кюри в Польше, Люблине. В 1963 году получил степень Доктора философии (PhD). С 1983 года продолжил работу в Гданьском университете, где занимал должность главы Института этики и эстетики, а также директора Института философии и социологии. С 1996 по 1999 год занимал должность декана факультета социальных наук. Читал лекции в Токио, Чикаго, Берлине, Москве и др. Занимался исследованиями в области эстетики, этики, философии искусства. Автор более чем 140 исследований, был ведущим экспертом в области англосаксонской эстетики.

## Философские идеи
Богдан Дземидок занимался исследованием категории комического, считая её одной из самых сложных и важных в области эстетики, а также рассмотрением проблемы счастья и путей его достижения. По мнению Дземидока, счастья может достичь каждый человек, отказавшись от злых намерений и придерживаясь принципа любви к жизни и гуманизма. Чтобы быть счастливым, автор рекомендовал не подвергаться влиянию пессимизма, а также не впускать в себя злость, то есть быть открытым добру и любви к окружающим. Помимо этого, Богдан Дземидок написал серию вступительных статей и был составителем для хрестоматийного сборника «Американская философия искусства», которая знакомит читателей с наиболее известными теоретическими статьями американских философов искусства второй половины XX в., а также представляет антиэссенциализм и перцептуализм – концепции, которые возникли в контексте аналитической эстетики.  

### «О комическом», 1974 г.
Книга Богдана Дземидока делится на две части: проблему классификации и сущность комизма, его разнообразные проявления, среди категорий которых автор выделяет юмор, сатиру, иронию.
Б. Дземидок начинает с характеристики концепций комического, сформулированных различными исследователями, представленными в книге фигурами Аристотеля, Томаса Гоббса, Карла Юберхорста и других. При этом, Богдана Дземидока интересует типология концептуальных представлений о природе комического, для чего он и обращается к трудам, связанным с эстетикой комического – одной из самых сложных и разноплановых категорий эстетики. В рамках своего анализа он приходит к выводу, что все учения делятся на шесть типов теорий: 1. Теория негативного качества комического объекта и превосходства субъекта познания комического; 2. Теория деградации; 3. Теория контраста; 4. Теория противоречия; 5. Теория отклонения от нормы; 6. Теория смешанного типа. При этом, в рамках данных групп автором выделяются объективистские, субъективистские и реляционистские типы учений. Теория зачисляется в одну из этих подгрупп в зависимости от того, в какой сфере в ней рассматривается сущность комического: в предметной сфере (объективистская), в сфере эмоциональной (субъективистская) или в области взаимодействия между объектом восприятия и воспринимающим субъектом (реляционистская). 
Само явление комизма, по Б. Дземидоку, не может быть определено ни как чисто объективное, ни как исключительно субъективное: напротив, оно порождается именно взаимодействием объекта и субъекта. Значение данного труда в эстетической науке определяется в том числе и тем, что Богдан Дземидок впервые в литературе о комическом ставит проблему познавательной функции комического. 

### «Философия и искусство жизни», 2019 г.
Данная книга представляет собой сборник из восьми эссе на темы оптимизма и пессимизма, морали и нравственности, свободы, счастья, любви и дружбы, старости, музыки и национальной идентичности, а также эротизации поп-искусства. Они написаны как на основе личного опыта с применением повседневного дискурса, так и на основе философских концепций и «классических» примеров по теме. Таким образом, в «Философии и искусстве жизни» автор обобщает свой жизненный опыт (данная книга Богдана Дземидока стала последней) и представляет его читателям в формате беседы, а сам предстает собеседником, готовым «поговорить» о жизни во всём её многообразии. 
В предисловии Богдан Дземидок поясняет, что в понятие «философия жизни» он вкладывает проблему взаимодействия человека с миром, а «искусство жизни» остается для читателя чем-то неопределенным самим автором, но воспринимаемым как особое отношение к себе и миру, которое сочетает в себе эстетическое и духовное наслаждение. На протяжении всего текста можно заметить, что Б. Дземидок демонстрирует эстетизацию жизни, что и является ключевой идеей его рассуждений. При этом, сама книга может являться поводом к размышлению о возможности создания персональных эстетических моделей, которые бы связывали впечатления, получаемые человеком на каждом этапе его жизни. 

### Terra Aestheticae
Богдан Дземидок входил в редакционный совет официального журнала Российского эстетического общества – организации, взаимодействующей с Международной эстетической ассоциацией (IAA), крупнейшей в области эстетики. 